# Soft Cell
Soft Cell (транскр.  Софт сел) британска је синт поп музичка група коју чине певач Марк Алмонд и инструменталиста Дејвид Бол. Постали су познати по обради песме Tainted Love са платинастог албума Non-Stop Erotic Cabaret. Највећи утицај на групу имали су Дејвид Боуи и Марк Болан.

## Дискографија
- Non-Stop Erotic Cabaret (1981)
- The Art of Falling Apart (1983)
- This Last Night in Sodom (1984)
- Cruelty Without Beauty (2002)
- The Bedsit Tapes (2005)